# Polyisobutylen
Polyisobuten bzw. Polyisobutylen (Kurzzeichen: PIB) wurde erstmals 1931 von der Badischen Anilin- und Sodafabrik (BASF SE) in Ludwigshafen-Oppau produziert und unter dem Handelsnamen Oppanol  auf den Markt gebracht. 1939 wurde Oppanol beworben als „thermoplastischer, elastischer Kunststoff, zur Herstellung elektrisch hochwertiger Isolationen, wasserfester Dichtungen und Vergußmassen, zur Verbesserung von Imprägnierungen, als Zusatz zu Kautschuk zur Verbesserung der Ozonfestigkeit.“
Polyisobuten ist das Homopolymer des Isobuten, dem Hauptbestandteil von Butylkautschuk (Kurzzeichen IIR oder PIBI). 

## Gewinnung und Darstellung
Polyisobuten wird über die kationische Polymerisation von Isobuten (2-Methylpropen) synthetisiert. Die Temperatur der Reaktion liegt dabei zwischen −100 °C und 0 °C, je nachdem welcher Molmassenbereich angestrebt wird. Je niedriger die Reaktionstemperatur ist, desto höher wird die molare Masse des Polymers. Als Initiatoren dienen Lewissäuren wie z. B. Bortrifluorid oder Aluminiumtrichlorid in Verbindung mit Wasser oder Alkoholen. 

## Eigenschaften

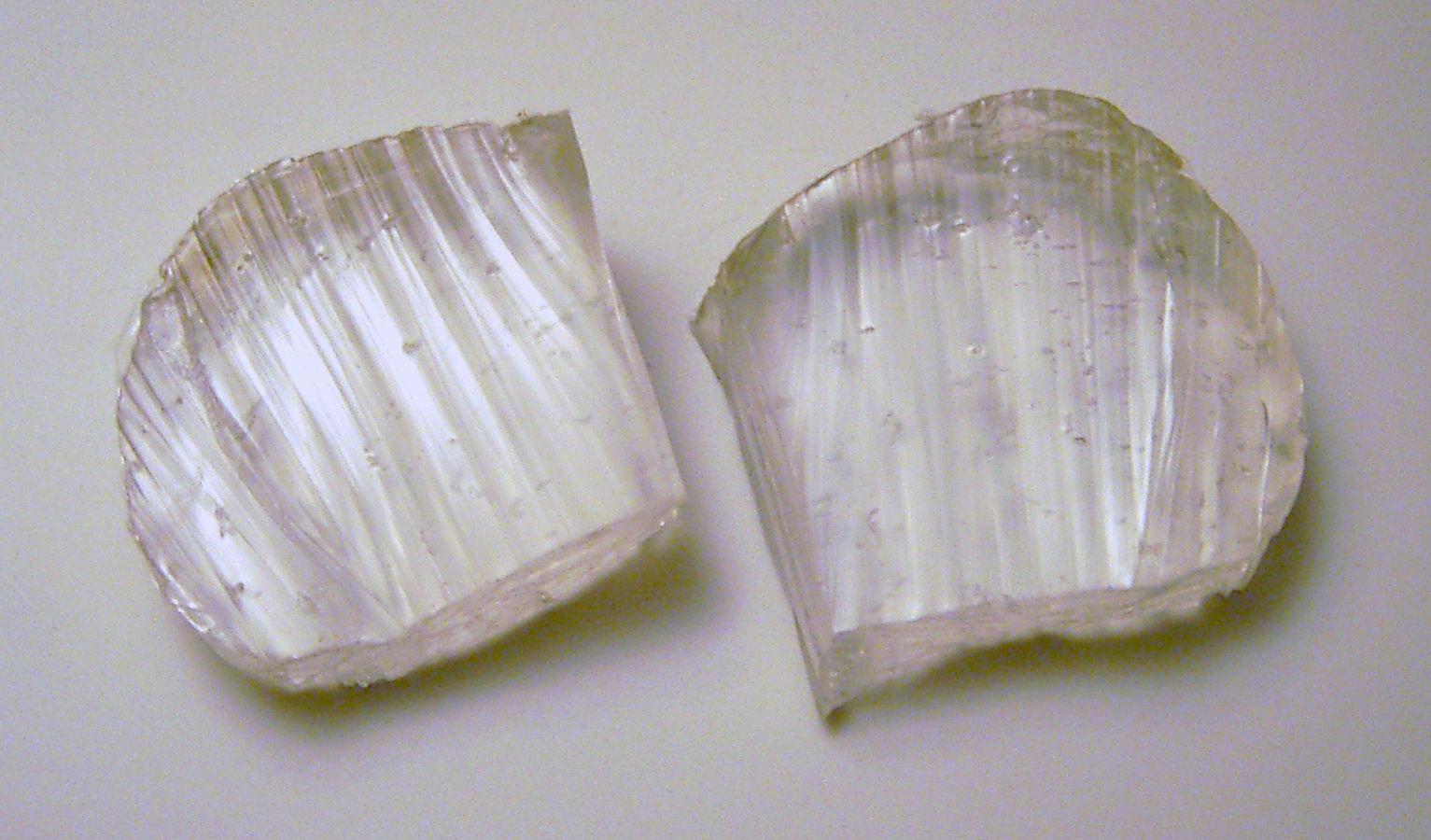
Polyisobuten Molmasse: 1.000.000

Je nach Polymerisationsgrad bzw. Molmasse reicht das Spektrum des PIB von einem viskosen Öl (Molmasse ca. 300–3000 g·mol−1) über plastisch klebrige Massen (Molmasse ca. 40.000–120.000 g·mol−1) bis zu kautschukartigen Produkten (Molmasse ca. 300.000–2.500.000 g·mol−1).
Da selbst höhermolekulares PIB bei Raumtemperatur gewissermaßen als hochviskose Flüssigkeit vorliegt ({\displaystyle T_{g}} ≤ −60 °C), weist es eine gewisse Kriechneigung auf, die von der Molmasse abhängt; diese kann durch Beimischung von z. B. Talkum, Ruß und PE-LD reduziert oder mit 2,4,4-Trimethylpent-1-en (α-Diisobutylen) eingestellt werden. Weitere Eigenschaften sind:
- niedrige Dichte
- hohe Reißdehnung
- Temperaturbeständigkeit von −30 °C bis +65 °C (dauernd) bzw. +80 °C (kurzzeitig)
- ein spezifischer elektrischer Widerstand von 1014 Ωm
- beständig gegen Säuren, Laugen, Salze und bedingt resistent gegen Salpetersäure
- nicht beständig gegen Chlor, Brom und Chlorsulfonsäure sowie gegen UV-Strahlung (Ruß, Titandioxid und Lichtschutzmittel wirken als UV-Stabilisator)
- quillt in aliphatischen und aromatischen Chlorkohlenwasserstoffen

Polyisobutylen (PIB) darf nicht mit dem Elastomer Butylkautschuk (IIR) verwechselt werden, mit dem es jedoch eng verwandt ist.

## Verwendung
PIB kann in Lösungen und Dispersionen für das Beschichten verarbeitet werden. Zudem kann es – ähnlich wie Kautschuk – auf Walzwerken, in Knetern, Pressen, durch Kalandrieren und Extrudieren verarbeitet werden. Die Verarbeitungstemperatur liegt dabei zwischen 150 °C und 240 °C.
Weitere Anwendungen sind Dichtungsmassen, Wachsbeimischungen zum Kaschieren und Beschichten, Pflasterkleber und Sprühpflaster, Insektenleim auf Gelbtafeln, Rohmasse zur Herstellung von Kaugummi, Dachabdichtungsbahnen, Abmischungen mit Polyolefinen zur Verbesserung der Verarbeitbarkeit sowie das Plastifizieren von Sprengstoffen wie PETN oder Hexogen. Polyisobutylen findet auch Verwendung als Zusatz in anderen Kunststoffen, z. B. in Butylkautschukmischungen sowie als Schmiermittelzusatz.
Es ist für Kosmetika nicht geeignet.